# 契約締結上の過失
契約締結上の過失（けいやくていけつじょうのかしつ、culpa in contrahendo）とは、契約の締結に至るまでの段階で当事者の一方に帰責すべき原因があったために相手方が不測の損害を被った場合に、責めを負うべき当事者は相手方に対して損害を賠償すべきとする理論をいう。
日本では信義誠実の原則（以下「信義則」という。）を法律上の根拠とする学説が多い。すなわち、契約が成立する前の準備段階であっても当事者間には信義則が適用される一定の信頼関係が形成されており、そのような信義則上の注意義務に反して相手方に損害を与えた場合、損害賠償責任を負うべきであるとする。

## 適用場面
契約締結上の過失が問題となる場合として、講学上は契約がその成立の時から客観的に履行することができない原始的不能の状態にあったため契約が無効となる場合が挙げられることが多いが、裁判例上は原始的不能の事例はほとんどない。このほか、いったん成立した契約について目的達成に必要な条件が成就せず結局契約を解消せざるを得なかった場合、契約の準備段階に留まり契約締結に至らなかった場合などが挙げられる。

## 損害賠償の範囲
契約締結上の過失が認められる場合、一般に損害賠償の範囲は信頼利益に限られる。

## 事例
- 農地法所定の知事の許可が得られないがために農地の売買契約が合意解除された場合、知事の許可の成否について調査を怠った買主は、売主が履行の準備などに要した損害を賠償する義務を負うとされた事例（福岡高判昭和47．1．17判時671号49頁）
- マンションの売却予定者が買受希望者の希望によって設計変更・施行をしたのに、買受希望者が資金繰りを理由に買取りを取りやめた場合、買受希望者は契約準備段階における信義則上の注意義務違反を理由として売却予定者に対して損害賠償義務を負うとされた事例（最三判昭和59.9.18判時1137号51頁）。